# Biecz
Pour les articles homonymes, voir Biecz (homonymie).
Biecz est une ville du sud de la Pologne située dans la voïvodie de Petite-Pologne

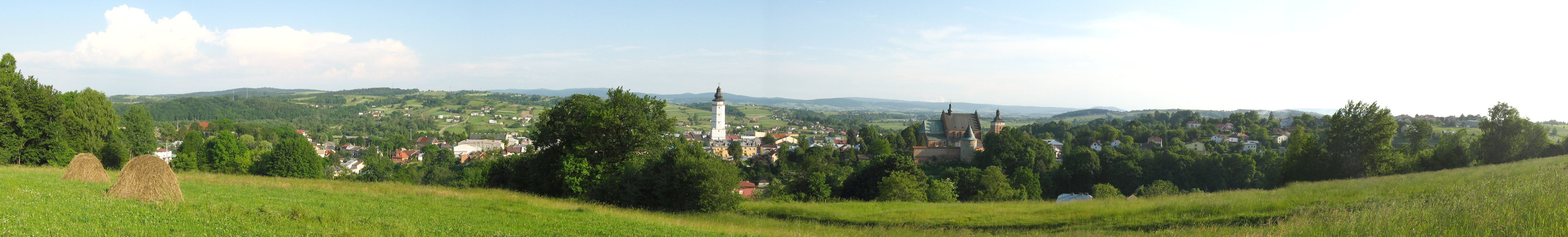
Panorama de Biecz

## Histoire

Biecz en 1617

## Géographie

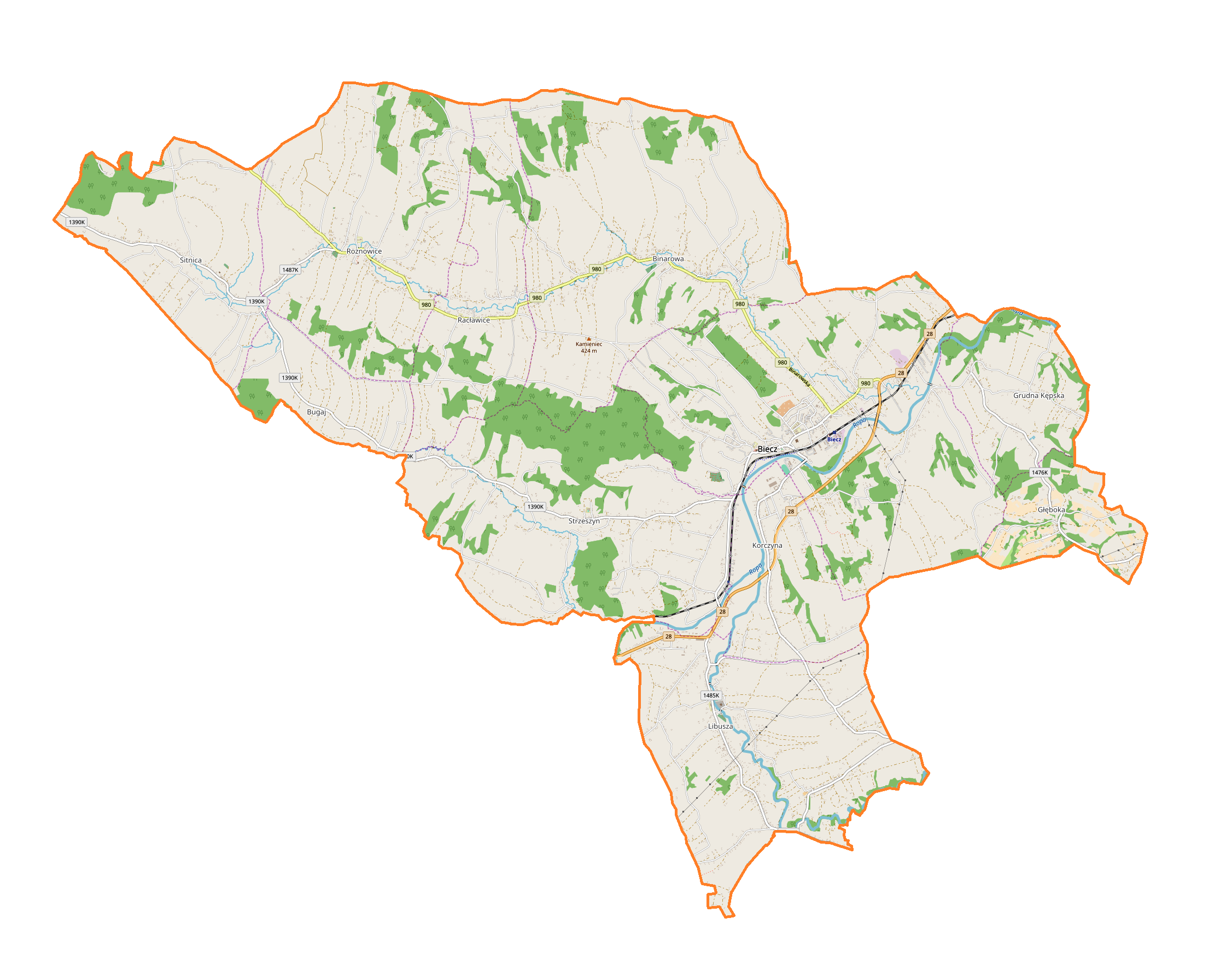
Carte de la gmina de Biecz.

## Citoyens célèbres

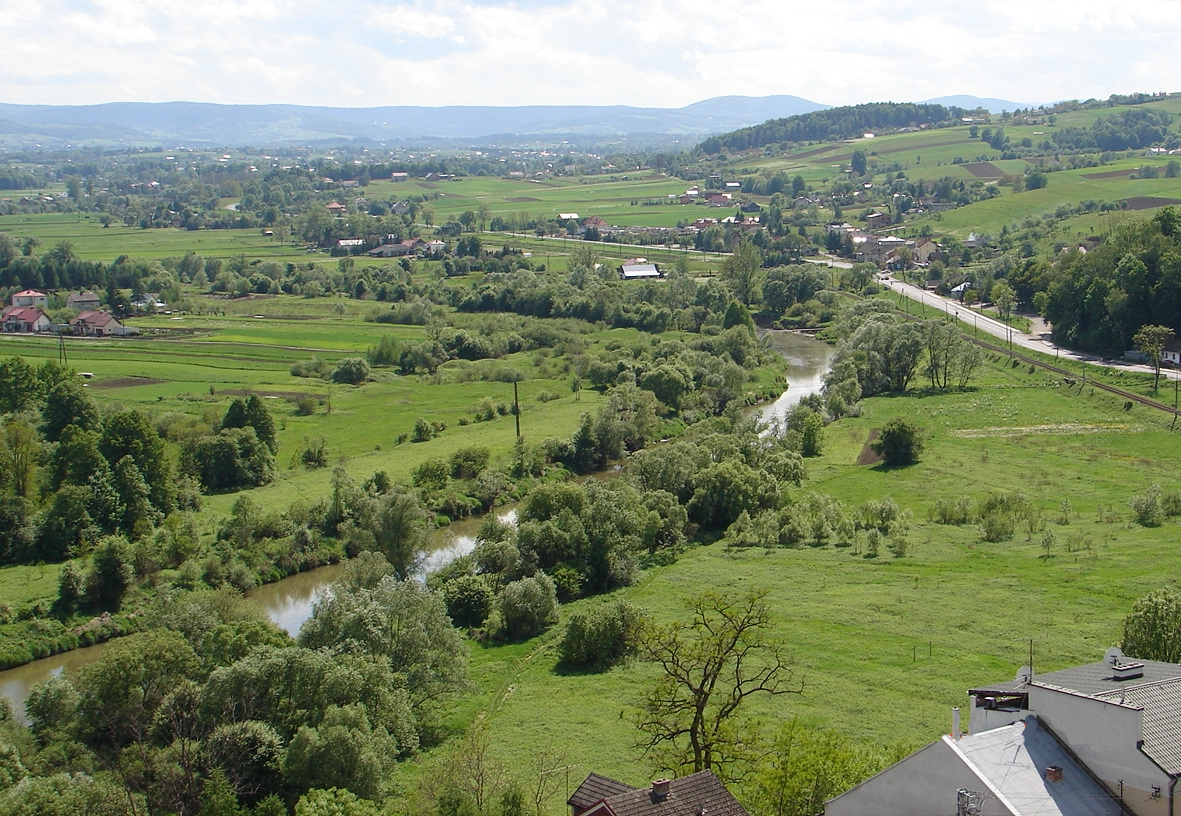
La Ropa aux environs de Biecz

- Martin Kromer (1512-1589), prince-évêque de Warmie, cartographe, diplomate et historien
- Wacław Potocki (1621-1696), poète et écrivain
- Kamil Kosiba (1999-), joueur polonais de volley-ball.